# Spathiphyllum maguirei
Spathiphyllum maguirei är en kallaväxtart som beskrevs av George Sydney Bunting. Spathiphyllum maguirei ingår i släktet Spathiphyllum och familjen kallaväxter. Inga underarter finns listade.